# 貝納多特 (伊利諾伊州)
貝納多特（英語：Bernadotte）是位於美國伊利諾伊州富爾頓縣的一個非建制地區。該地的面積和人口皆未知。

## 地理
貝納多特的座標為40°24′04″N 90°19′15″W / 40.40111°N 90.32083°W，而該地的平均海拔高度為146米（即479英尺）。